# Ceratinops
Ceratinops é um gênero de aranhas da família Linyphiidae descrito em 1905.